# Nebesa obetovannye
Nebesa obetovannye (Небеса обетованные) è un film del 1991 diretto da Ėl'dar Aleksandrovič Rjazanov.

## Trama
Il film racconta di senzatetto che vivono in una discarica e combattono con le autorità per il diritto alla vita.